# فرشکی‌چوکام
فرشکی‌چوکام، روستایی است از توابع بخش چوکام شهرستان خمام در استان گیلان ایران.

## جمعیت
این روستا در دهستان چوکام قرار دارد و براساس سرشماری مرکز آمار ایران در سال ۱۳۸۵، جمعیت آن ۱۱۹۸ نفر (۳۴۴خانوار) بوده‌است.